# Aristogeitonia
Aristogeitonia es un género de plantas perteneciente a la familia Picrodendraceae, comprende 7 especies originarias del África tropical y Madagascar.

## Especies
- Aristogeitonia gabonica Breteler, Adansonia, III, 26: 168 (2004).
- Aristogeitonia limoniifolia Prain, Bull. Misc. Inform. Kew 1908: 438 (1908).
- Aristogeitonia lophirifolia Radcl.-Sm., Kew Bull. 43: 629 (1988).
- Aristogeitonia magnistipula Radcl.-Sm., Kew Bull. 51: 801 (1996).
- Aristogeitonia monophylla Airy Shaw, Kew Bull. 26: 495 (1972).
- Aristogeitonia perrieri (Leandri) Radcl.-Sm., Kew Bull. 43: 627 (1988).
- Aristogeitonia uapacifolia Radcl.-Sm., Kew Bull. 53: 978 (1998 publ. 1999).